# Негровець (гора)
Не́гровець — гора в Українських Карпатах, у масиві Внутрішні Горгани. Розташована в межах Міжгірського району Закарпатської області, на північний схід від с. Негровець і на схід від села Синевир.
Висота 1707,3 м (за іншими даними — 1712 м). Неґровець — найвища вершина хребта Пішконя. Підніжжя і нижні схили гори вкриті лісами, вище — полонини, місцями є кам'яні осипища. Північні та південні схили стрімкі.
На схід розташована гора Ясновець (1600 м), на захід — локальні вершини західної частини Пішконі, через які можна спуститись у долину річки Тереблі до села Синевир.
Гора розташована в межах Національного парку «Синевир».
Найближчі населені пункти: с. Негровець, Синевир.